# Мекай Файфер
Мекай Файфер (англ. Mekhi Phifer; нар. 29 грудня 1974, Нью-Йорк) — американський актор, продюсер, режисер.

## Біографія
Народився в Гарлемі, в одному з районів Нью-Йорка. Він і його брати росли без батька і виховувалися матір'ю — Родою Файфер, учителькою середньої школи.
Перша акторська робота була пов'язана з фільмом Спайка Лі — «Штовхачі» (1995), де головні ролі разом із ним грали Гарві Кейтель і Джон Туртурро. Наступною значною роботою після такого вдалого дебюту стала картина Денні Кеннона — «Я досі знаю, що ви скоїли минулого літа» (1998), де разом з ним у головних ролях грала Дженніфер Лав Г'юїтт.
Найвідоміша робота Мекай — роль у серіалі «Швидка допомога», де він зіграв доктора Грегорі Пратта, за яку два роки поспіль (2004—2005) отримував нагороду «Image Awards» у категорії «Найкращий актор другого плану в драматичному серіалі», а також нагороду «TV Land Awards», яку отримав 2009 року, серед основних акторів серіалу «Швидка допомога».
Мекай Файфер знімався в серіалі «Теорія брехні».
Файфер має двох дітей, син Омікай від Мелінди Вільямс і другий син Мекай Файфер молодший від Оні Сурейфа.

## Основна фільмографія
- 2024 — Тиша / Мейсон Лінч
- 2020-2021 — З любов'ю, Віктор (т/с) / Гарольд Брукс
- 2021 — Bronzeville (т/с) / Джессі Коупленд
- 2019-2020 — Truth Be Told (т/с) / Маркус Нокс
- 2019 — Obsession / Сонні
- 2016-2017 — Радіохвиля (т/с) / Сетч Рейна
- 2016 — Secret City (т/с) / посол Мортон
- 2016 — Аллегіант / Макс
- 2016 — Пандемія / Ганнер
- 2015 — Інсургент (Дивергент-2) / Макс
- 2014 — Оселя брехні (т/с) / Дре Коллінз
- 2014 — Дивергент / Макс
- 2012 — Husbands (т/с) / Марк
- 2012 — Білий комірець (т/с) / Кайл Коллінз
- 2011 — Торчвуд (т/с) / агент Рекс Метісон
- 2009-2010 — Теорія брехні (т/с) / Бен Рейнольдс
- 2002-2008 — Швидка допомога (т/с) / Грегорі Пратт
- 2005 — Угамуй свій запал (т/с) / Омар Джонс
- 2004 — Світанок мерців / Андре
- 2002 — Восьма миля / Девід Портер («Майбутнє»)
- 2002 — Paid in Full / Мітч
- 2001 — Brian's Song / Ґейл Сеєрс
- 2001 — Прибулець / Кейл
- 2001 — Carmen: A Hip Hopera / Гілл
- 2000 — Шафт /  Трей Говард
- 1999 — An Invited Guest / Сілк
- 1998 — Я все ще знаю, що ви зробили минулого літа / Тірел
- 1996-1998 — Homicide: Life on the Street (т/с) / Натаніель Лі Магоні («Дитяче ліжко»)
- 1997 — Soul Food / Лем
- 1997 — Subway Stories
- 1996 — High School High / Ґріфф Мак-Рейнольдс
- 1995-1996 — New York Undercover (т/с) / Діон Броат / Секоу
- 1995 — Штовхачі[en] / Рональд Дан’ем (Страйк)
- 1995 — The Tuskegee Airmen / Люїс Джонс